# Johann Ulrich Fitzi

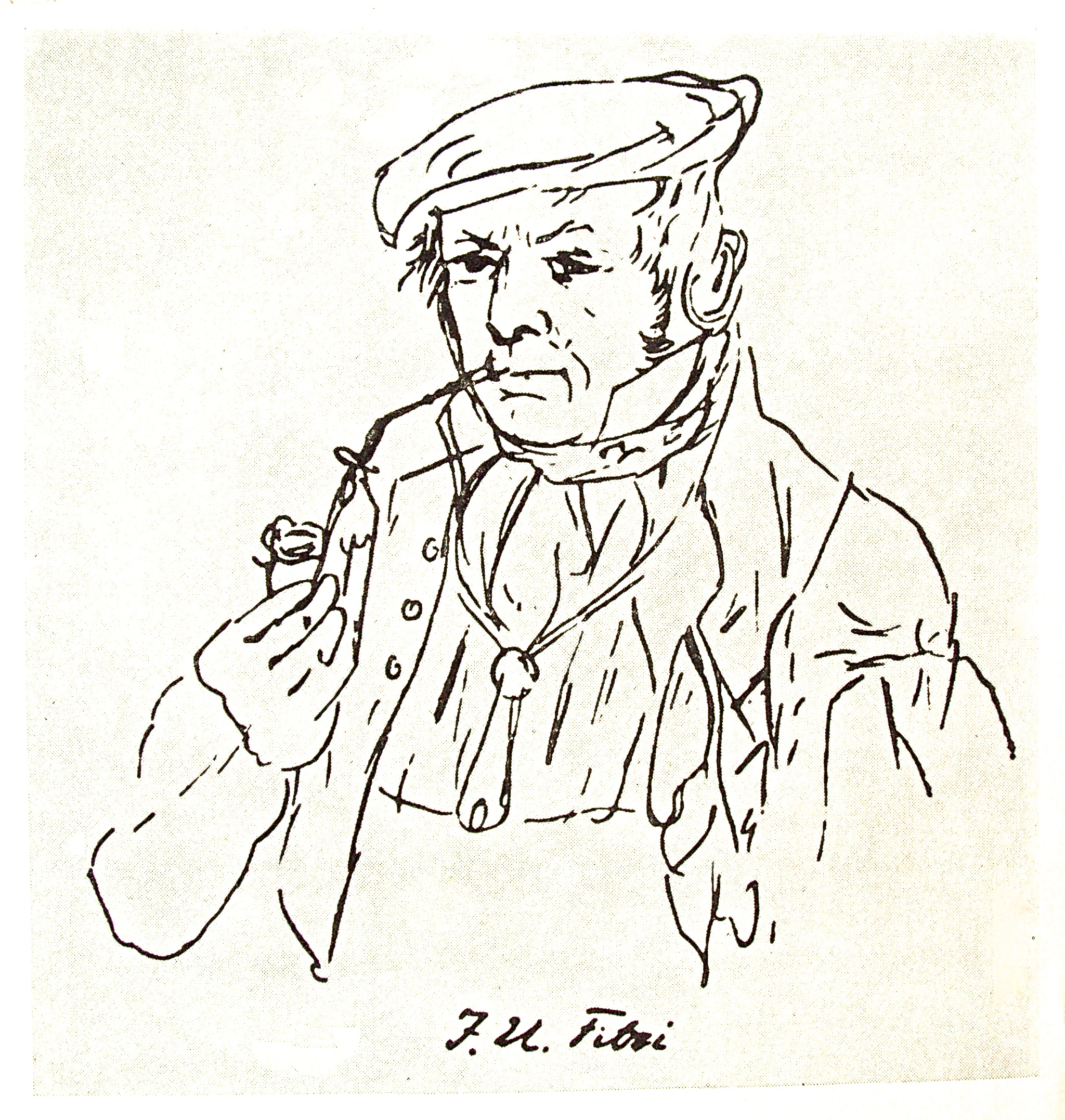
Selbstporträt von Johann Ulrich Fitzi um 1850–1855

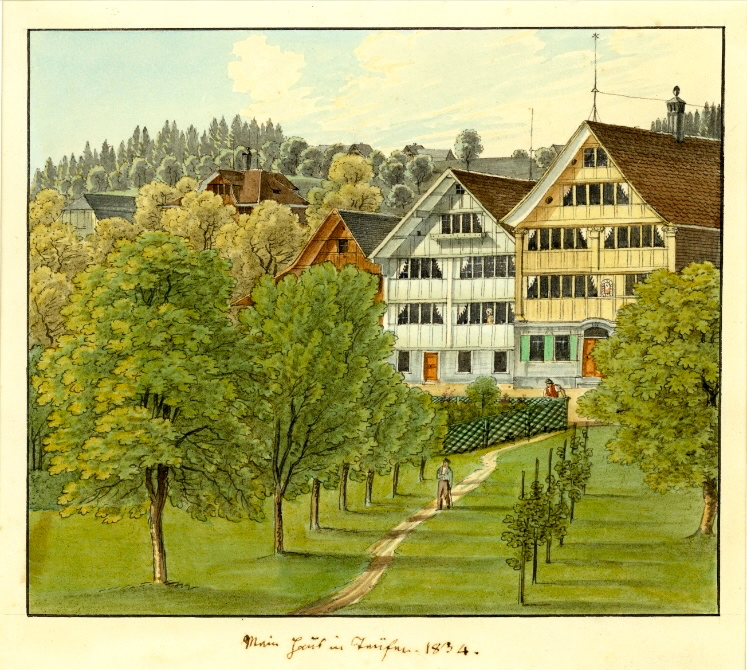
Mein Haus in Teufen 1834, Johann Ulrich Fitzi

Johann Ulrich Fitzi (* 16. April 1798 in Teufen; † 15. Januar 1855 in Speicher AR: heimatberechtigt in Bühler) war ein Schweizer Zeichner, Maler, Kolorist, Modelstecher sowie Zeichenlehrer. Er wurde als «bekanntester Zeichner und Maler Appenzell Ausserrhodens des 19. Jahrhunderts» bezeichnet.

## Leben
Johann Ulrich Fitzi war ein Sohn von Johann Konrad Fitzi, Weber und Taubenhändler, später Metzger und Wirt, und Anna Barbara Hauser. Johann Ulrich Fitzi wuchs in Niederteufen, Appenzell Ausserrhoden, als viertes Kind einer Weberfamilie in bescheidenen Verhältnissen auf. Er besuchte die Dorfschule in Teufen, daneben war er Hütebub. Später konnte er dank Gönnern eine Privatschule besuchen. Sein Zeichentalent zeigte sich schon in jungen Jahren, als er vom Sankt Galler Arzt und Botaniker Caspar Tobias Zollikofer ins Zeichnen und Aquarellieren eingeführt wurde. Ab circa 1810 war er bei diesem als Hausbursche angestellt. Zusammen mit Zollikofer verfertigte er über 1000 Pflanzen- und Insektenbilder.
Ungefähr 1818 etablierte sich Fitzi in Trogen als selbständiger Maler und beteiligte sich 1823 zum ersten Mal an einer Ausstellung in St. Gallen. Ab 1821 arbeitete er als freischaffender Zeichner, Kopist, Kolorist und Zeichenlehrer in Trogen und Speicher. 1824 heiratete er Magdalena Zürcher, Tochter von Ulrich Zürcher. Das Paar hatte sechs Kinder, als die Ehe 1832 wegen einer schweren psychischen Erkrankung der Ehefrau geschieden wurde. Von 1825 bis 1829 war Fitzi für die Vermessung der Gemeinde Trogen tätig. Ab 1838 erteilte Fitzi für vier Jahre Zeichenunterricht an der Kantonsschule Trogen.
Seine zweite Frau, Anna Maria Lendenmann, Tochter von Konrad Lendenmann, starb 1840 kurz nach der Geburt ihres zweiten Kindes. Die dritte Ehe mit Anna Barbara Nänny, Tochter von Ulrich Nänny, wurde nach einer unglücklichen, konfliktreichen Zeit getrennt. Am 15. Januar 1855 starb Johann Ulrich Fitzi im appenzellischen Speicher.
Dass trotz schwerer Schicksalsschläge und der Belastung durch seine kinderreiche Familie ein Zeitdokument in der vorliegenden Grösse und Qualität entstand, verweist auf Fitzis Beharrlichkeit und Hingabe an seine Kunst. Bekanntheit erlangte Fitzi vor allem dank zahlreicher, fotografisch exakter Gebäude- und Dorfansichten, welche erstklassige historische Quellen bilden.

## Werk
Viele seiner Zeichnungen und Bilder erstellte Fitzi für namhafte Persönlichkeiten seines Kantons, deren Aufträge die Illustration historischer oder naturwissenschaftlicher Forschungsarbeiten bezweckten. Schon in jungen Jahren, als Gehilfe Caspar Tobias Zollikofers, trug Fitzi Hunderte von Pflanzenbildern zu dessen Versuch einer Alpenflora bei. Ein besonders wichtiger Auftraggeber des jungen Zeichners und Aquarellisten war der Geschichtsschreiber und Philanthrop Johann Caspar Zellweger, für den Fitzi Federzeichnungen von Häusertypen, Landschaften, Wappenscheiben und eroberten Fahnen schuf. Im Auftrag von Geschäftsmann und Kunstsammler Johann Conrad Honnerlag (1777–1838), einem Cousin von Zellweger, erstellte Fitzi Federzeichnungen sämtlicher Ortsbilder Appenzell Ausserrhodens sowie mehrere kartografische Aufnahmen der Ortschaft Trogen.
Schliesslich begleitete Fitzi den Arzt und Naturforscher Johannes Georg Schläpfer auf Reisen in der Schweiz und nach Italien; dabei entstanden zahlreiche Landschaftsbilder, Ansichten von Burgen, Brücken, Städten etc. Zu Schläpfers Lucubrationen oder wissenschaftliche Abhandlungen trug Fitzi 450 aquarellierte Feder- und Bleistiftzeichnungen von Säugetieren, Amphibien, Vögeln, Fischen, anatomischen Präparaten u. v. m. bei. Diese Arbeiten zeugen von der Vielseitigkeit des Malers, seiner vortrefflichen Beobachtungsgabe und Beherrschung von Maltechniken, die eine fotografisch exakte Wiedergabe bewirkten. Auf seinen Wanderungen durch das Appenzellerland zusammen mit dem Kaufmann und Forscher Johann Martin Schirmer, einem Schwiegersohn von Johann Caspar Zellweger, wurden Skizzen für die bekannten Alpsteinbilder und Panoramen geschaffen.
Fitzi wird als «Bildreporter» seiner Zeit bezeichnet. Viele seiner Sujets stellen historisch bedeutsame Orte und Ereignisse des Kantons Appenzell Ausserrhoden im 19. Jahrhundert dar. Über vierzig seiner Werke dienten als Vorlagen für Lithografien oder Radierungen, deren Abzüge den Maler weitherum bekannt machten.
Während seiner Zeit als Kantonsschullehrer beauftragte Fitzi Schüler, gemäss seiner Anleitung zu arbeiten. Bei einigen Arbeiten ist es schwierig, Original und Nachahmung auseinanderzuhalten. Fitzis Werk fand auch Kopisten, zum Beispiel in Johann-Jakob Kästli (1839–1922).
Fitzi zeichnete seine Entwürfe mit einem gut gespitzten, weichen Bleistift. Für die endgültige Ausführung wissenschaftlicher Zeichnungen, etwa für Pflanzen- und Tierbilder, benutzte er feine, steife Pinsel und ein starkes Vergrösserungsglas, bei anderen Objekten oft die Tuschfeder. Für die Kolorierung seiner Landschaftsbilder entwickelte er ein spezielles Verfahren, indem er die Skizze mit Zeichen versah, die für bestimmte Farben oder Tonwerte standen.
Die Fachwelt seiner Zeit rechnete den Autodidakten Fitzi der Volkskunst zu. Seine Werke – viele davon entstanden vor der Einführung der Fotografie – werden für ihre mustergültige Exaktheit bewundert. Wegen ihres Quellenwerts eignen sie sich für historisch vergleichende Studien oder als Grundlage bei Restaurierungen. Bestimmte Arbeiten gelten als bemerkenswert, weil sie eine frühe Form interdisziplinärer Zusammenarbeit zwischen wissenschaftlichem Zeichner und Forscher darstellen.
Dem ebenso umfangreichen wie vielfältigen Werk Fitzis wurde zu Lebzeiten des Zeichners und Malers und nach seiner Wiederentdeckung in den 1930er Jahren immer wieder öffentliche Beachtung und Anerkennung zuteil. Dies kam in diversen Ausstellungen und Publikationen sowie im Interesse des Kunstmarkts an seinen Bildern zum Ausdruck.